# Yakir Aharonov
Yakir Aharonov (în ebraică יקיר אהרונוב, n. 28 august 1932, Haifa, Palestina sub mandat britanic) este un fizician israelian specializat în mecanica cuantică, profesor emerit la Universitatea din Tel Aviv, profesor de fizică teoretică la Universitatea Chapman. S-a distins, intre altele, prin contribuțiile sale la cercetarea „problemei măsurii” cuantice.
Aharonov este președintele Institutului israelian de Cercetări Avansate, membru al Academiei Naționale de Științe a Israelului

## Biografie
Yakir Aharonov s-a născut în 1932 la Haifa ca întâiul născut al lui Hillel Aharonov și al soției acestuia, Dola. Aharonov a studiat la liceul din Kiryat Haim. În copilărie a învățat să cânte la vioară și a devenit un șahist entuziast. A servit apoi în armata țării sale, terminând serviciul regulat ca sublocotenent. Aharonov s-a înscris în anul 1952 la studii de matematică, apoi de fizică, la Politehnica din orașul natal - Technion, unde în 1956 a obținut licența în științe. Aharonov l-a cunoscut la Technion pe profesorul David Bohm, care vreme de doi ani in 1955-1957 a lucrat în Israel ca profesor oaspete. Aharonov și-a continuat studiile pentru următoarele titluri tot la Technion, iar apoi la Universitatea din Bristol, în Regatul Unit, unde a făcut doctoratul în științe sub îndrumarea aceluiaș David Bohm.
Specializat în mecanica cuantică și în teoria cuantică a câmpurilor, Aharonov a descoperit faze geometrice și topologice în mecanica cuantică și a descris în 1959, împreună cu Bohm, Efectul Aharonov-Bohm, pentru care i s-a decernat în Israel Premiul Wolf în anul 1998 (împărțindu-l cu Sir Michael V.Berry de la Universitatea Bristol) 
Efectul Bohm-Aharonov este un fenomen din mecanica cuantică în care o particulă încărcată electric este afectată de un potential electro-magnetic (V,A), cu toate ca ea se află într-o regiune în care atât campul magnetic B cât și câmpul electric E sunt zero.
În anii 1960-1961 Aharonov a lucrat ca cercetător la Universitatea Brandeis, apoi, între anii 1961-1967 a predat la universitatea iudaică Yeshiva University din New York. A predat un timp și la Universitatea Carolinei de Sud din orașul Columbia. Între anii 1967-2006 a fost cadru didactic la Universitatea Tel Aviv, din 1973 ca profesor titular de fizică, șef al catedrei Alex Maguy de fizica sistemelor complexe,  în prezent profesor emerit.
Între anii 2006-2008 a fost profesor la Universitatea George Mason din Fairfax, Virginia, iar din 2008 - profesor la Universitatea Chapman, universitate protestantă din California. Din anul 2009 a fost numit șef de catedră la Institutul Perimeter de fizică teoretică  din Canada. 
Împreună cu profesorul Lev Vaidman, Aharonov în 1988 a studiat sisteme cuantice care se dezvoltă simetric în timp (în raport cu trecutul și cu viitorul), „măsurile" sau „valorile slabe” și teoria formalismului bivectorial.
Printre elevii lui Aharonov se numără profesorii David Albert de la Universitatea Columbia, Lev Vaidman de la Universitatea Tel Aviv, Avshalom Elitzur de la Institutul Weizmann, și Sandu Popescu de la Universitatea din Bristol.
Îî mai poartă numele Efectul Aharonov-Kasher (1984)  și faza geometrică Aharonov-Anandan (1987) , Împreună cu Daniel Rolrich a scris cartea „Quantum Paradoxes: Quantum Theory for the Perplexed”..

## Viața privată
În anul 1959 Aharonov s-a căsătorit  cu Nili, psiholoagă educaționalăm care s-a aflat in conducerea forumul Otzma al familiilor suferinzilor psihiatrici din Israel. Fratele său, Dov Aharonov, matematician, este profesor emeritus la Technionul din Haifa.  O nepoată, Dorit Aharonov, este profesoară  la Facultatea de inginerie și informatică a Universității Ebraice din Ierusalim.

## Premii și onoruri
- 1981 Membru al Societății Americane de Fizică
- 1983 Premiul Rothschild pentru fizică
- 1984 - Premiul Haim Weizmann pentru cercetări în stiințele exacte
- 1988-1989 - Premiul Miller al Universității California din Berkeley
- 1989 - Premiul Israel, premiul de stat al Israelului, pentru fizică
- 1990  - Membru al Academiei Naționale de Științe al Israelului
- 1991 - Medalia Elliott Cresson
- 1993 - Membru al Academiei Naționale de Științe al Statelor Unite

- 1993  - Premiul Hewlett-Packard
- 1998  - Premiul Wolf pentru fizică (Israel)
- 2006 - Premiul EMET pentru științe exacte (Israel)
- 2010 - Medalia Națională a Științelor din Statele Unite, decernată de președintele SUA, Barack Obama

Aharonov este doctor honoris causa al Universităților  Technion din Haifa (1992), Carolina de Sud (1993), Bristol (1997), Buenos Aires  (1999)

## Publicări
- 1960 - Teza de doctorat - Some problems in the quantum theory of measurements and electromagnetic potentials as observables in the quantum theory